# 一ノ宮修
一ノ宮 修（いちのみや おさむ、1951年4月8日 - ）は、日本の工学者、北海道科学大学創生工学部教授。北海道出身。

## 経歴

### 学歴
- 1970年（昭和45年）4月 - 北海道札幌東高等学校卒業
- 1974年（昭和49年）3月 - 北海道工業大学工学部機械工学科卒業（流体力学研究室出身）
- 1990年（平成2年）12月 - 北海道大学より工学博士取得

### 職歴
職階
- 1974年（昭和49年）4月 - 北海道工業大学工学部機械工学科助手（機械力学研究室所属）
- 1983年（昭和58年）4月 - 北海道工業大学工学部機械工学科専任講師
- 1991年（平成3年）4月 - 北海道工業大学工学部機械工学科助教授
- 1996年（平成8年）10月 - 北海道工業大学工学部機械工学科教授
- 2001年（平成13年）4月 - 北海道工業大学工学部機械システム工学科教授
- 2008年（平成20年）4月 - 北海道工業大学創生工学部機械システム工学科教授
- 2014年（平成26年）4月 - 北海道科学大学工学部機械工学科教授

職位
- 1997年（平成9年）4月 - 北海道工業大学入試部副部長

## 専門（研究・活動内容等）

### 研究概要
機械構造物の振動特性の解析と、振動制御についての研究。

#### 研究分野
- 機械工学
- 振動工学

#### 研究テーマ
- 機械構造物の振動制御に関する研究。

## 所属学会
- 日本機械学会北海道ダイナミックス研究会（幹事）
- 日本機械学会（校閲委員）